# Карип, Низам
Низам Карип (наст. имя — Низам Карипович Карипов; баш. Низам Ҡәрип, Низам Ҡәрип улы Ҡәрипов; 25 июля 1905, Старохалилово, Уфимская губерния — 26 октября 1942, Котлубань, Сталинградская область) — башкирский писатель и драматург, журналист. Член Союза писателей Башкирской АССР (1938).

## Биография
Родился 25 июля 1905 года в деревне Старохалилово Уфимского уезда Уфимской губернии (ныне Дуванский район Башкортостана). Начальное образование получил в медресе родной деревни.
Окончил курсы при Месягутовском кантональном комитете комсомола.
В 1925—1927 гг. работал секретарём Мечетлинского волостного комитета комсомола.
В 1929—1933 гг. учился в Казанском татарском коммунистическом университете.
С 1934 года являлся начальником политического отдела Зианчуринской МТС.
В 1935 году был редактором Макаровской районной газеты «Алға» («Вперёд»).
С октября 1935 года работал в должности заведующего отделом газеты «Кызыл Башкортостан».
В 1939—1941 гг. являлся первым секретарём правления Союза писателей Башкирской АССР. В то же время в 1941 году являлся главным редактором журнала «Агидель».
В 1941 году, с началом Великой Отечественной войны, уходит добровольцем на фронт. Воевал в рядах 298-й стрелковой дивизии в составе Сталинградского, а после Донского фронта. Принимал участие в Сталинградской битве и 26 октября 1942 года погиб у поселка Котлубань Городищенского района Сталинградской области.

## Творческая деятельность
Первый очерк «Строители гиганта» публикует в 1932 году в татарском журнале «Азат хатын», в котором рассказывается о самоотверженном труде татарских и башкирских строителей Челябинского тракторного завода, в первую очередь — о женском подвиге.
Является автором рассказов «Яңы купер» («Новый мост»), «Осрашыу» («Встреча»), «Баштан кисергәндәр» («Испытанные на себе») и других, в которых описывается события 1920—1930-х гг. Для детей писатель посвятил пьесы «Гани и Гали» (1940) и «Кроликтәр» (1941; «Кролики»), рассказ «Күгәрсендәр» (1955; «Голуби»).
Также Низам Карип известен как драматург — его пьесы «Сәлим ҡарт» (1936; «Старик Салим»), «Алма» (1939) и другие поставлены в колхозно-совхозных театрах. В его драме «Когда вернулись солдаты» описываются годы Первой мировой войны, революций и гражданской войны.

## Произведения

### Книги
- Сәлим ҡарт. 4 шаршауҙа сәхнә әҫәре. — Өфө: Башгиз, 1936. — 78 бит. (баш.)
- Алма. 4 шаршаулы пьеса. — Өфө: Башгосиздат, 1939. — 81 бит. (баш.)
- Кроликтәр. Балалар сәхнәһе өсөн пьеса. — Өфө: Башгосиздат, 1941. — 24 бит. (баш.)
- Күгәрсендәр. — Өфө: Башкнигоиздат, 1955. — 35 бит. (баш.)
- Һайланма әҫәрҙәр. — Өфө: Башкнигоиздат, 1956. — 171 бит. (баш.)

### Публикации
- Карип, Н. К. Строители гиганта : Очерк. / Н. К. Карип. // Азат хатын. Казань, 1932.- № 1.
- Карип, Н. К. Новый мост : Рассказ. / Н. К. Карип.- Казань.- № 3. Тат.
- Карип, Н. К. Старик Салим : Пьеса. / Н. К. Карип. // Октябрь, 1936.- № 3-4. Башк.
- Карип, Н. К. Алма : Пьеса. / Н. К. Карип. // Октябрь, 1939.- № 10. Башк.
- Карип, Н. К. Гани и Гали : Пьеса для детей. / Н. К. Карип. // Пионер, 1940.- № 3. Башк.

## Память
- Его именем названа одна из улиц д. Старохалилово.
- На доме, где жил Низам Карип, установлена мемориальная доска.